# Université d'État de Californie
Pour les articles homonymes, voir CSU.
L'université d'État de Californie (en anglais : California State University: Cal State ou CSU) est une université américaine, fondée en 1857, qui constitue l'une des trois branches de l'enseignement supérieur public de l'État de Californie, aux États-Unis d'Amérique (les deux autres étant l'université de Californie et le California Community College).

## Organisation
Le système de la CSU est composé de 23 campus où se répartissent 414 000 étudiants et 44 000 professeurs et membres du personnel. Il prépare environ 60 % des professeurs de l'État, 40 % des ingénieurs, et plus de diplômés dans les affaires, l'agriculture, les communications, la santé, l'éducation et l'administration publique que toutes les autres universités de Californie combinées. L'université d'État de Californie à Long Beach est le plus grand campus pour ce qui est du nombre d'étudiants.
- Université d'État de Californie à Bakersfield
- Université d'État de Californie à Channel Islands
- Université d'État de Californie à Chico
- Université d'État de Californie à Dominguez Hills
- Université d'État de Californie à East Bay
- Université d'État de Californie à Fresno
- Université d'État de Californie à Fullerton
- Université d'État polytechnique de Californie à Humboldt
- Université d'État de Californie à Long Beach
- Université d'État de Californie à Los Angeles
- California Maritime Academy
- Université d'État de Californie à Monterey Bay
- Université d'État de Californie à Northridge
- Université d'État polytechnique de Californie à Pomona
- Université d'État de Californie à Sacramento
- Université d'État de Californie à San Bernardino
- Université d'État de San Diego
- Université d'État de San Francisco
- Université d'État de San José
- Université d'État polytechnique de Californie à San Luis Obispo
- Université d'État de Californie à San Marcos
- Université d'État de Sonoma
- Université d'État de Californie à Stanislaus